# Ischnotoma fastidiosa
Ischnotoma fastidiosa är en tvåvingeart som först beskrevs av Frederick Askew Skuse 1890.  Ischnotoma fastidiosa ingår i släktet Ischnotoma och familjen storharkrankar. Inga underarter finns listade i Catalogue of Life.